# Tokgöl
Tokgöl är en sjö i Västerviks kommun i Småland och ingår i Vindån-Storåns huvudavrinningsområde. Sjön har en area på 0,203 kvadratkilometer och ligger 28 meter över havet.

## Delavrinningsområde
Tokgöl ingår i det delavrinningsområde (642492-154713) som SMHI kallar för Rinner mot Syrsan. Medelhöjden är 23 meter över havet och ytan är 24,44 kvadratkilometer. Det finns inga avrinningsområden uppströms utan avrinningsområdet är högsta punkten. Avrinningsområdets utflöde mynnar i havet, utan att ha någon enskild mynningsplats. Avrinningsområdet består mestadels av skog (68 %) och jordbruk (20 %). Avrinningsområdet har 0,27 kvadratkilometer vattenytor vilket ger det en sjöprocent på 1,1 %.